# Parafia św. Wawrzyńca w Grojcu
Parafia Świętego Wawrzyńca w Grojcu – parafia rzymskokatolicka znajdująca się w Grojcu w dekanacie Osiek diecezji bielsko-żywieckiej.
Parafia powstała na przełomie XIII i XIV wieku. Została po raz pierwszy wzmiankowana w spisie świętopietrza parafii dekanatu Oświęcim diecezji krakowskiej z 1326 pod nazwą Grozecz, a urzędował tu proboszcz imieniem Venceslaus. Następne wzmianki w kolejnych spisach świętopietrza z lat 1346–1358 były pod nazwami Grodecz i Grodzecz.
Wybudowany w 1680 nowy kościół dość szybko ulegał upływowi czasu. W latach 60. XVIII wieku zastąpiony został nowym kościołem, który przetrwał do dziś.
Kościół ten okazał się pod koniec XX wieku już zbyt mały na potrzeby parafii dlatego po drugie stronie drogii wybudowano nową świątynię pw. Matki Bożej Miłosierdzia, zwanej też Ostrobramską, poświęconej przez biskupa bielsko-żywieckiego Tadeusza Rakoczego 16 listopada 2000.